# Стадіон короля Абдель-Азіза
Стадіон короля Абдель-Азіза (араб. ملعب_الملك_عبد_العزيز)) — футбольний стадіон у Мецці, в Саудівській Аравії. Він був названий на честь короля Абдель-Азіза ібн Сауда, засновника сучасної Саудівської Аравії та її першого короля, який правив з 1932 по 1953 рік. Є домашньою ареною місцевого клубу «Аль-Вахда».

## Історія
Початок будівництва та відкриття стадіону відбулось у 1986 році. Стадіон має місткість 38 000 глядачів, що зробило його другим за величиною в Саудівській Аравії після Міжнародного стадіону імені Короля Фахда в столиці держави Ер-Ріяді.
На арені у 2013 році пройшов дебютний розіграш Суперкубка Саудівської Аравії, в якому тодішній чемпіон країни «Аль-Фатех» виграв в додатковий час з рахунком 3:2 у володаря Королівського кубка Саудівської Аравії «Аль-Іттіхада».